# Christian Knudsen (kancellideputeret)
 For alternative betydninger, se Christian Knudsen. (Se også artikler, som begynder med Christian Knudsen)
Christian Knudsen (16. juli 1752 i København – 1. april 1813 sammesteds) var en dansk kancellideputeret, far til Peter Knudsen.

## Karriere
Christian Knudsen var en søn af justitsråd og arkivar i Danske Kancelli Hans Christian Knudsen (26. april 1724 - 9. august 1803) og Gertrud født Borthig (død 1757). Han blev i 1771 student fra Metropolitanskolen, 1774 juridisk kandidat fra Københavns Universitet, 1777 kopist i Danske Kancelli og titulær kancellisekretær, 1780 registrator i dettes arkivkontor, 1788 kancelliets 2. og 1790 dets 1. ekspeditionssekretær med sæde og stemme i Kancellikollegiet samt virkelig kancelliråd, 1799 assessor og 1801 deputeret sammesteds, 1800 chef for 2. departements 2. afdeling, 1801 virkelig justitsråd og samme år deputeret og chef for 5. departement, 1802 tillige ekstraordinær assessor i Højesteret. 1803 blev Knudsen virkelig etatsråd, 1804 4. deputeret og samme år 3. deputeret, senere samme år 2. deputeret og chef for 2. og 5. departement. Han blev 28. juni 1809 Ridder af Dannebrog og 1812 konferensråd. Han døde 1. april 1813 i København.
Han var desuden fra 1799 medlem af Kommissionen ang. opførelsen af et nyt rådhus; 1800 medlem af direktionen for Tontinen af 1800 og samme år direktør for samme; 1801 medlem af Kommissionen til understøttelse af kvæstede og efterladte, 1803 af General-Indkvarteringskommissionen og af Kommissionen ang. Christiansborg Slots genopbygning og det nye Råd- og Domhus i København, 1807 af Overadmiralitetsretten i Rendsborg og samme år af Krigskassekommissionen, 1812 af Kommissionen til opførelse af nye bygninger for familier af middelstanden i København og samme år af Kommissionen til at give forslag om grænserne for de forskellige handelsberettigelser.
1798 påbegyndte han sammen med sin kollega Peter Johan Monrad Collegial-Tidendes udgivelse, som han fortsatte indtil sin død.

## Vurdering
Vel hørte han ikke til sin tids mest fremragende mænd i centraladministrationen; men hans kundskabsfylde, flid, påpasselighed og sunde dømmekraft har dog sat sig mange betydningsfulde spor i det kollegium, han i en lang årrække særlig var knyttet til.
Han blev gift 19. november 1790 i Garnisons Kirke med Sara Thomine Klingenberg (30. november 1774 i Bakke - 26. september 1851 i København). datter af Andreas Klingenberg.